# Улица Жарбосынова
Улица Академика Бинеша Жарбосынова (каз. Академик Бинеш Жарбосынов көшесі) — одна из главных улиц исторического района Старый Гурьев в центральной части казахстанского города Атырау, образует его южную границу. Улица проходит через кварталы сохранившейся дореволюционной застройки, на ней расположено несколько памятников архитектуры.

## География
Улица начинается у пересечения улицы Айтеке би и благоустроенного пешеходного участка набережной реки Урал и проходит с востока на запад, пересекая улицы Балгимбаева, Исенова, Монкеулы, Пушкина, Нажимеденова, Молдагуловой и Байтурсынова, проспект Тайманова, улицу Исатаева, проезд Автомобилистов, улицы Токатова и Ерниязова, проезд и улицу Худина, улицы Альжанова, Тулебаева, Бигельдинова и безымянный проезд. Заканчивается пересечением с улицей Курмангазы.

## История
В советские годы улица носила название Первого Совдепа и была одной из главных в уездном городе Гурьеве. В период независимости Казахстана была переименована в честь уроженца Атырау Бинеша Джарбусынова (Жарбосынова), доктора медицинских наук и заслуженного учёного Республики Казахстан (точный год переименования не установлен).

## Застройка
- дом 3 — двухэтажное торгово-жилое здание (конец XIX в. — начало XX в.)[4]
- дом 4 —  памятник архитектуры здание ресторана «Ренко» (XIX в.)[5]
- дом 16 —  памятник архитектуры здание, где в 1917 году был размещен первый Совет депутатов (XIX в.)[5]

## Транспорт
По улице Жарбосынова движения городского общественного транспорта нет. Ближайшие автобусные остановки расположены на перпендикулярных улицах Пушкина и Курмангазы и на проспекте Тайманова.